# 麥克斯克里克 (密蘇里州)
麥克斯克里克（英語：Macks Creek）是位於美國密蘇里州康登縣的普查規定居民點。

## 歷史
麥克斯克里克的郵局自1872年營運至今。

## 人口
根據2020年美國人口普查的數據，麥克斯克里克的面積為5.01平方千米，當中陸地面積為5.00平方千米，而水域面積為0.01平方千米。當地共有人口365人，而人口密度為每平方千米72.85人。